# 73. Oscar-gála
A 73. Oscar-gála díjkiosztója a Los Angeles-i Shrine Auditoriumban történt. A ceremóniamester Steve Martin volt, aki először vállalta el ezt a feladatot.
Az Oscar-díj ez évi eseménye a Gladiátor című filmet ünnepelte, ami 12 jelölésből 5 díjat érdemelt ki, és a Tigris és sárkány című mozi 10 nominálásból 4 díjat vitt haza.

## Győztesek és jelöltek

### Színészek
Legjobb férfi főszereplő
- Russell Crowe – Gladiátor {„Maximus Decimus Meridius”}
- Javier Bardem – Mielőtt leszáll az éj {„Reinaldo Arenas”}
- Tom Hanks – Számkivetett {„Chuck Noland”}
- Ed Harris – Pollock {„Jackson Pollock”}
- Geoffrey Rush – Sade márki játékai {„Sade márki”}

Legjobb férfi mellékszereplő
- Benicio del Toro – Traffic {„Javier Rodríguez”}
- Jeff Bridges – A manipulátor {„Jackson Evans elnök”}
- Willem Dafoe – A vámpír árnyéka {„Max Schreck”}
- Albert Finney – Erin Brockovich – Zűrös természet {„Ed Masry”}
- Joaquin Phoenix – Gladiátor {„Commodus”}

Legjobb női főszereplő
- Julia Roberts – Erin Brockovich – Zűrös természet {„Erin Brockovich”}
- Joan Allen – A manipulátor {„Laine Hanson”}
- Juliette Binoche – Csokoládé {„Vianne Rocher”}
- Ellen Burstyn – Rekviem egy álomért {„Sara Goldfarb”}
- Laura Linney – Számíthatsz rám {„Samantha 'Sammy' Prescott”}

Legjobb női mellékszereplő
- Judi Dench – Csokoládé {„Armande Voizin”}
- Marcia Gay Harden – Pollock {„Lee Krasner”}
- Kate Hudson – Majdnem híres {„Penny Lane”}
- Frances McDormand – Majdnem híres {„Elaine Miller”}
- Julie Walters – Billy Elliot {„Mrs. Wilkinson”}

### Filmek
Legjobb film
- Csokoládé – David Brown, Kit Golden és Leslie Holleran, producerek
- Erin Brockovich – Zűrös természet – Danny DeVito, Michael Shamberg és Stacey Sher, producerek
- Gladiátor– Douglas Wick, David Franzoni és Branko Lustig, producerek
- Tigris és sárkány – Bill Kong, Hsu Li Kong és Ang Lee, producerek
- Traffic – Edward Zwick, Marshall Herskovitz és Laura Bickford, producerek

Legjobb idegen nyelvű film
- Tigris és sárkány – Tajvan
- Élet mindenáron – Csehország
- Iedereen beroemd! – Belgium
- Ízlés dolga – Franciaország
- Korcs szerelmek – Mexikó

Legjobb animációs rövidfilm
- Father and Daughter – Michael Dudok de Wit
- The Periwig-Maker – Steffen Schäffler, Annette Schäffler
- Rejected – Don Hertzfeldt

Legjobb rövidfilm
- By Courier – Peter Riegert, Ericka Frederick
- One Day Crossing – Joan Stein, Christina Lazaridi
- Quiero Ser (I want to be…) – Florian Gallenberger
- Seraglio – Gail Lerner, Colin Campbell
- A Soccer Story (Uma Historia de Futebol) – Paulo Machline

Legjobb dokumentumfilm
- Into the Arms of Strangers: Stories of the Kindertransport – Mark Jonathan Harris, Deborah Oppenheimer
- Legacy – Tod Lending
- Long Night's Journey into Day – Frances Reid, Deborah Hoffmann
- Scottsboro: An American Tragedy – Barak Goodman, Daniel Anker
- Sound and Fury – Josh Aronson, Roger Weisberg

Legjobb rövid dokumentumfilm
- Big Mama – Tracy Seretean
- Curtain Call – Chuck Braverman, Steve Kalafer
- Dolphins – Greg MacGillivray, Alec Lorimore
- The Man on Lincoln's Nose – Daniel Raim
- On Tiptoe: Gentle Steps to Freedom – Eric Simonson, Leelai Demoz

### Alkotók
Legjobb rendező
- Traffic – Steven Soderbergh
- Billy Elliot – Stephen Daldry
- Erin Brockovich – Zűrös természet – Steven Soderbergh
- Gladiátor – Ridley Scott
- Tigris és sárkány – Ang Lee

Legjobb adaptált forgatókönyv
- Csokoládé – Robert Nelson Jacobs
- Ó, testvér, merre visz az utad? – Ethan Coen & Joel Coen
- Tigris és sárkány – Wang Hui Ling, James Schamus és Tsai Kuo Jung
- Traffic – Stephen Gaghan
- Wonder Boys – Pokoli hétvége – Steve Kloves

Legjobb eredeti forgatókönyv
- Billy Elliot – Lee Hall
- Erin Brockovich – Zűrös természet – Susannah Grant
- Gladiátor– David Franzoni és John Logan és William Nicholson és David Franzoni
- Majdnem híres – Cameron Crowe
- Számíthatsz rám – Kenneth Lonergan

Látványtervező
- Tigris és sárkány – Tim Yip
- A Grincs – művészeti rendező: Michael Corenblith; díszlettervező: Merideth Boswell
- Gladiátor – művészeti rendező: Arthur Max; díszlettervező: Crispian Sallis
- Sade márki játékai – művészeti rendező: Martin Childs; díszlettervező: Jill Quertier
- Vatel – művészeti rendező: Jean Rabasse; díszlettervező: Françoise Benoît-Fresco

Operatőr
- Gladiátor – John Mathieson
- A hazafi – Caleb Deschanel
- Maléna – Koltai Lajos
- Ó, testvér, merre visz az utad? – Roger Deakins
- Tigris és sárkány – Peter Pau

Jelmeztervező
- 102 kiskutya – Anthony Powell
- Gladiátor – Janty Yates
- A Grincs – Rita Ryack
- Tigris és sárkány – Tim Yip
- Sade márki játékai – Jacqueline West

Legjobb vágás
- Gladiátor – Pietro Scalia
- Majdnem híres – Joe Hutshing, Saar Klein
- Tigris és sárkány – Tim Squyres
- Traffic – Stephen Mirrione
- Wonder Boys – Pokoli hétvége – Dede Allen

Smink
- A Grincs – Rick Baker, Gail Ryan
- A sejt – Michèle Burke, Edouard Henriques
- A vámpír árnyéka – Ann Buchanan, Amber Sibley

Legjobb eredeti filmzene
- Tigris és sárkány – Tan Tun (Tan Dun)
- Csokoládé – Rachel Portman
- Gladiátor – Hans Zimmer[* 1]
- A hazafi – John Williams
- Maléna – Ennio Morricone

Legjobb dal
- Apádra ütök („A Fool In Love”) – Randy Newman
- Eszeveszett birodalom („My Funny Friend and Me”) – zene Sting és David Hartley; dalszöveg Sting
- Táncos a sötétben („I've Seen It All”) – zene Björk; dalszöveg Lars von Trier és Sjon Sigurdsson
- Tigris és sárkány („A Love Before Time”) – zene Jorge Calandrelli és Tan Dun; dalszöveg James Schamus
- Wonder Boys – Pokoli hétvége („Things Have Changed”) – Bob Dylan

Legjobb hang
- Gladiátor – Scott Millan, Bob Beemer, Ken Weston
- A hazafi – Kevin O'Connell, Greg P. Russell, Lee Orloff
- Számkivetett – Randy Thom, Tom Johnson, Dennis Sands, William B. Kaplan
- U–571 – Steve Maslow, Gregg Landaker, Rick Kline, Ivan Sharrock
- Viharzóna – John Reitz, Gregg Rudloff, David Campbell, Keith A. Wester

Legjobb hangvágás
- U–571 – Jon Johnson
- Űrcowboyok – Alan Robert Murray, Bub Asman

Vizuális effektek
- Árnyék nélkül – Scott E. Anderson, Craig Hayes, Scott Stokdyk, Stan Parks
- Gladiátor – John Nelson, Neil Corbould, Tim Burke, Rob Harvey
- Viharzóna – Stefen Fangmeier, Habib Zargarpour, John Frazier, Walt Conti

Életmű-díj
- Jack Cardiffnak, a fények és színek mesterének.
- Ernest Lehmannak, változatos és kitartó munkájának elismeréseként.

### In memoriam
John Travolta konferálásában az Akadémia néhány percet szán arra, hogy emlékezzen a mozivilág előző évi halottaira: Douglas Fairbanks Jr., Marie Windsor, Beah Richards, Edward Anhalt forgatókönyvíró, Billy Barty, Julius Epstein forgatókönyvíró, George Montgomery, Ring Lardner forgatókönyvíró, Steve Reeves, Jean Peters, Vittorio Gassman, Jean-Pierre Amount, Dale Evans, Gwen Verdon, Stanley Kramer rendező, Jack Nitzche zeneszerző, Harold Nicholas, Howard W. Koch producer, Loretta Young, Richard Farnsworth, John Gielgud, Jason Robards, Claire Trevor, Alec Guinness és Walter Matthau.